# SA KVS

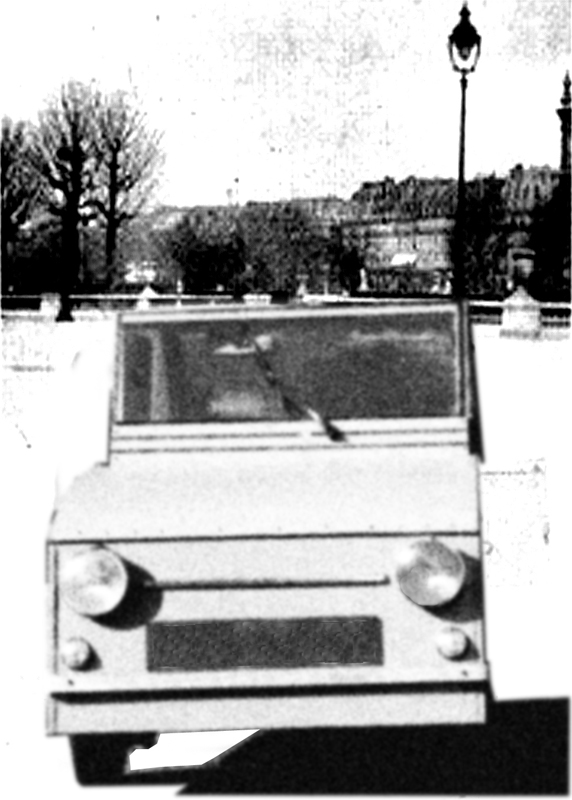
KV Mini

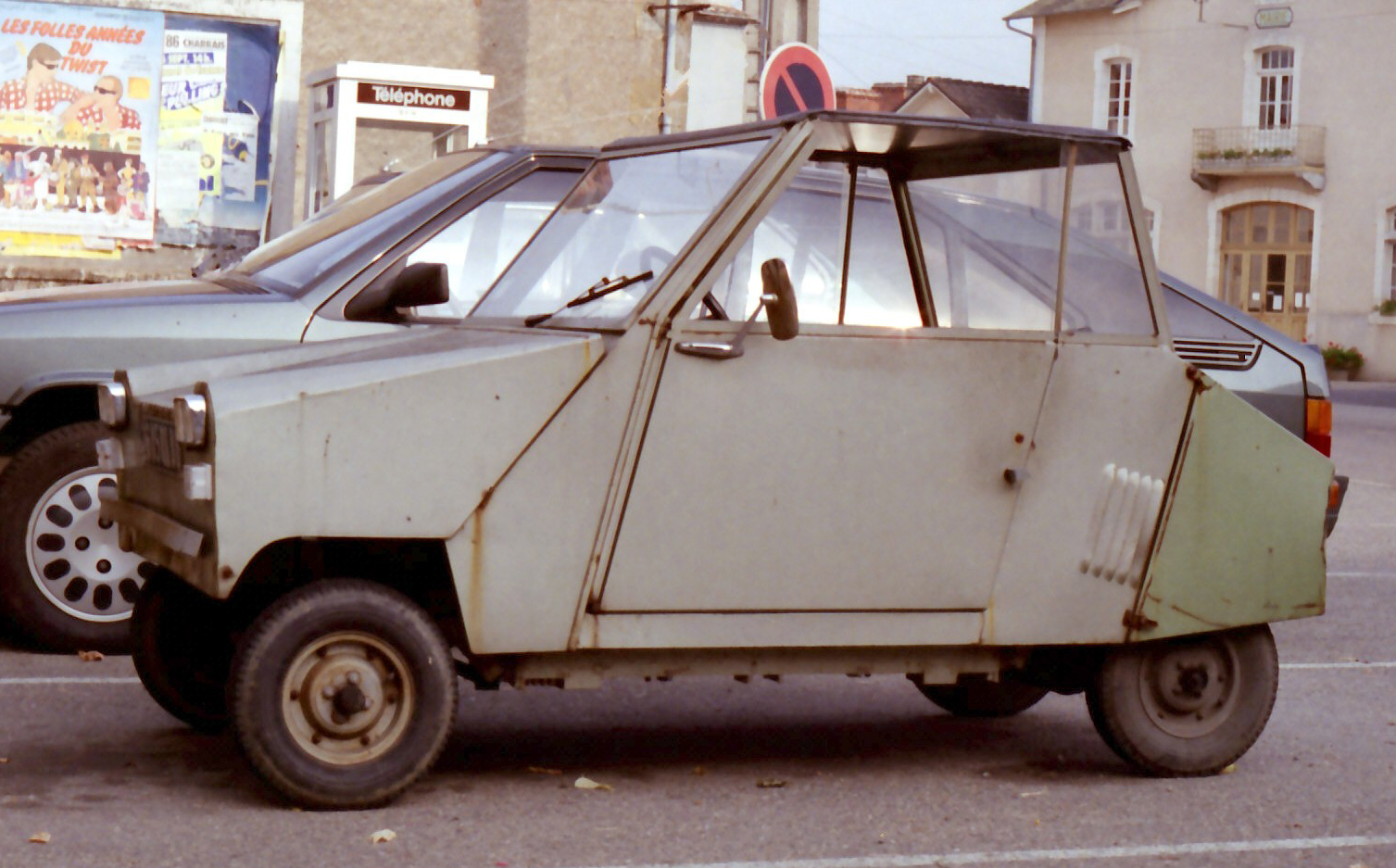
Seitenansicht

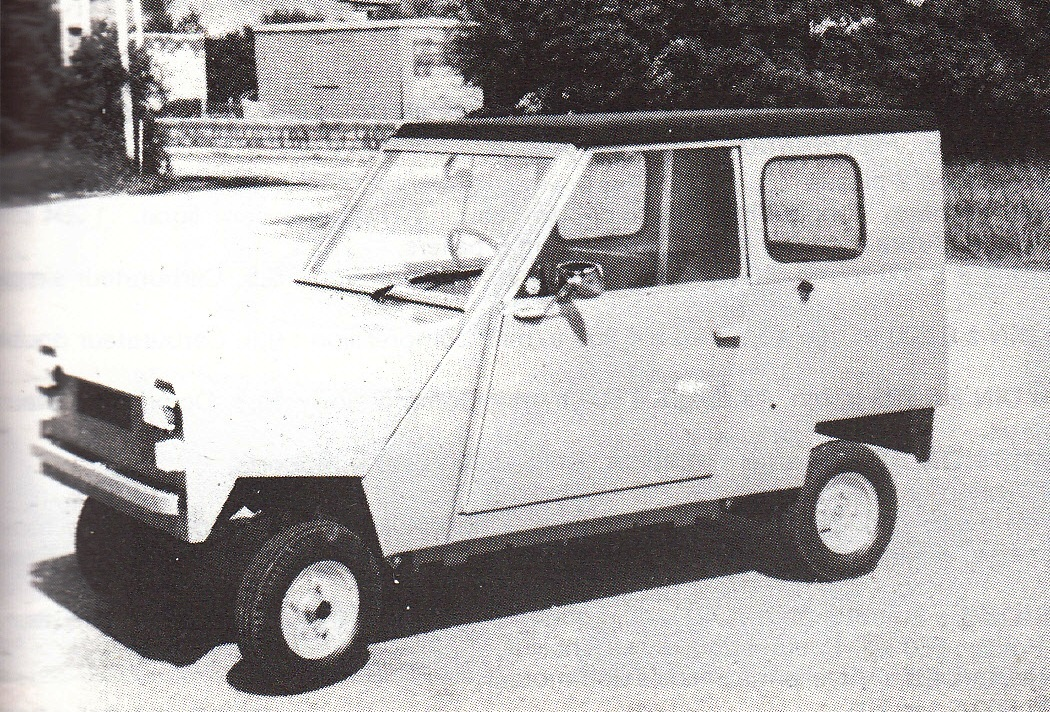
KV Gad'Jet (1981)

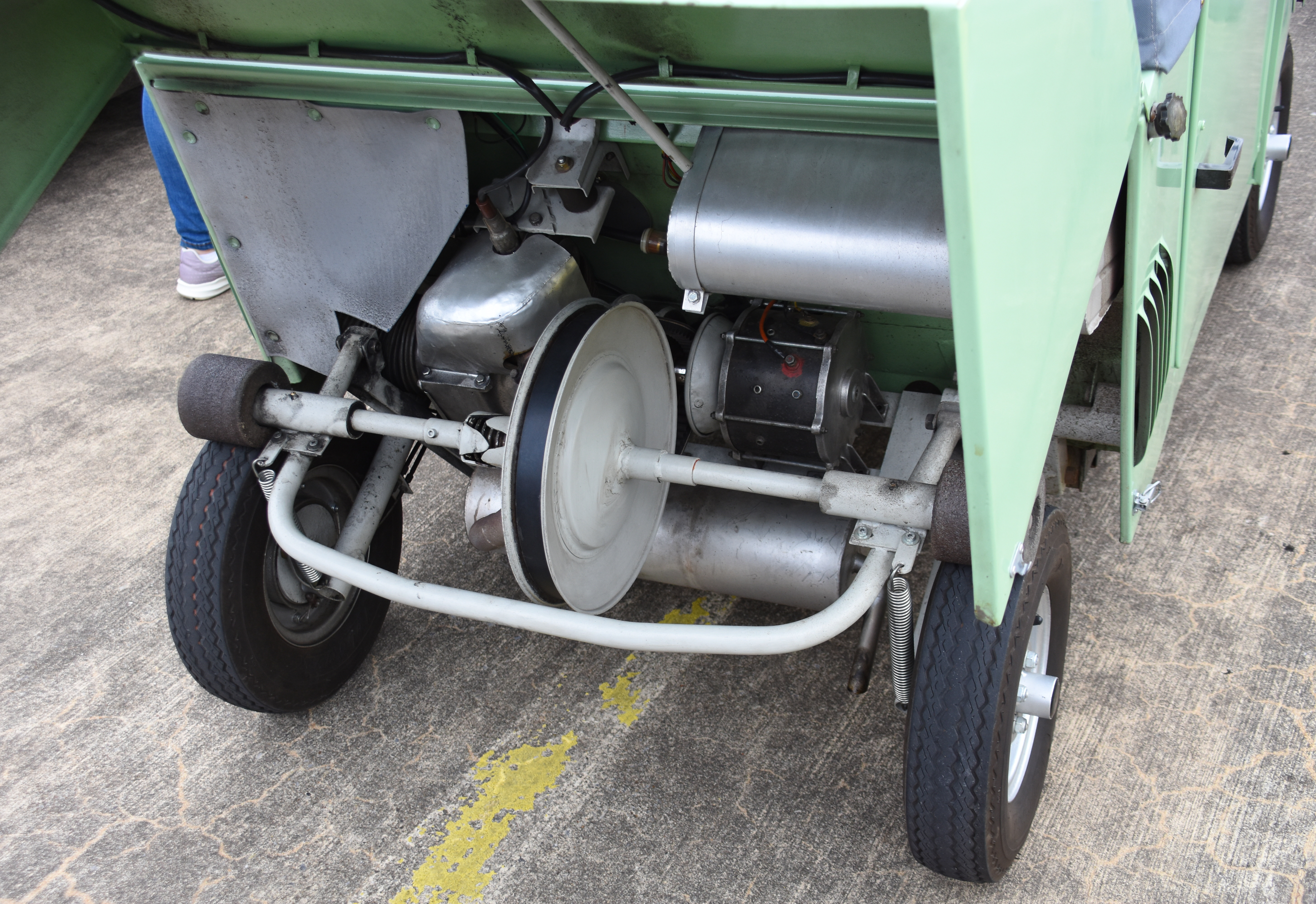
KV Mini 1 (Bj. 1977) – Kraftübertragung mittels Reibrollen auf die Heckräder

Die SA KVS war ein französischer Hersteller von Automobilen.

## Unternehmensgeschichte
Das Unternehmen aus Lyon-Chassieu stellte im Mai 1969 den Prototyp eines Kleinstwagens her. Die Serienproduktion begann 1973. Der Markenname lautete KVS. 1976 leitete M. Joseph Spaleck das Unternehmen. Beschäftigt waren etwa 15 Mitarbeiter. Pro Jahr entstanden bis zu 150 Fahrzeuge. 1984 endete die Produktion.

## Fahrzeuge
Das Unternehmen stellte Kleinstwagen her, die auch KV Mini genannt wurden. Im Angebot standen Limousine und Cabriolet, deren Karosserien im Gegensatz zu vielen anderen französischen Kleinstwagen aus Metall und nicht aus Kunststoff bestanden. Für den Antrieb sorgten selbst produzierte Motoren. Im schwächeren Modell Gad'Jet verfügte der Motor über 49 cm³ Hubraum, im stärkeren Modell Mini 125 über 125 cm³ Hubraum. Das Fahrzeug war 210 cm lang, 112 cm breit und 120 bis 126 cm hoch. Das Gewicht war mit 180 kg angegeben. 1982 ergänzte ein Kombi das Sortiment.